# Christianskirche (Ottensen)

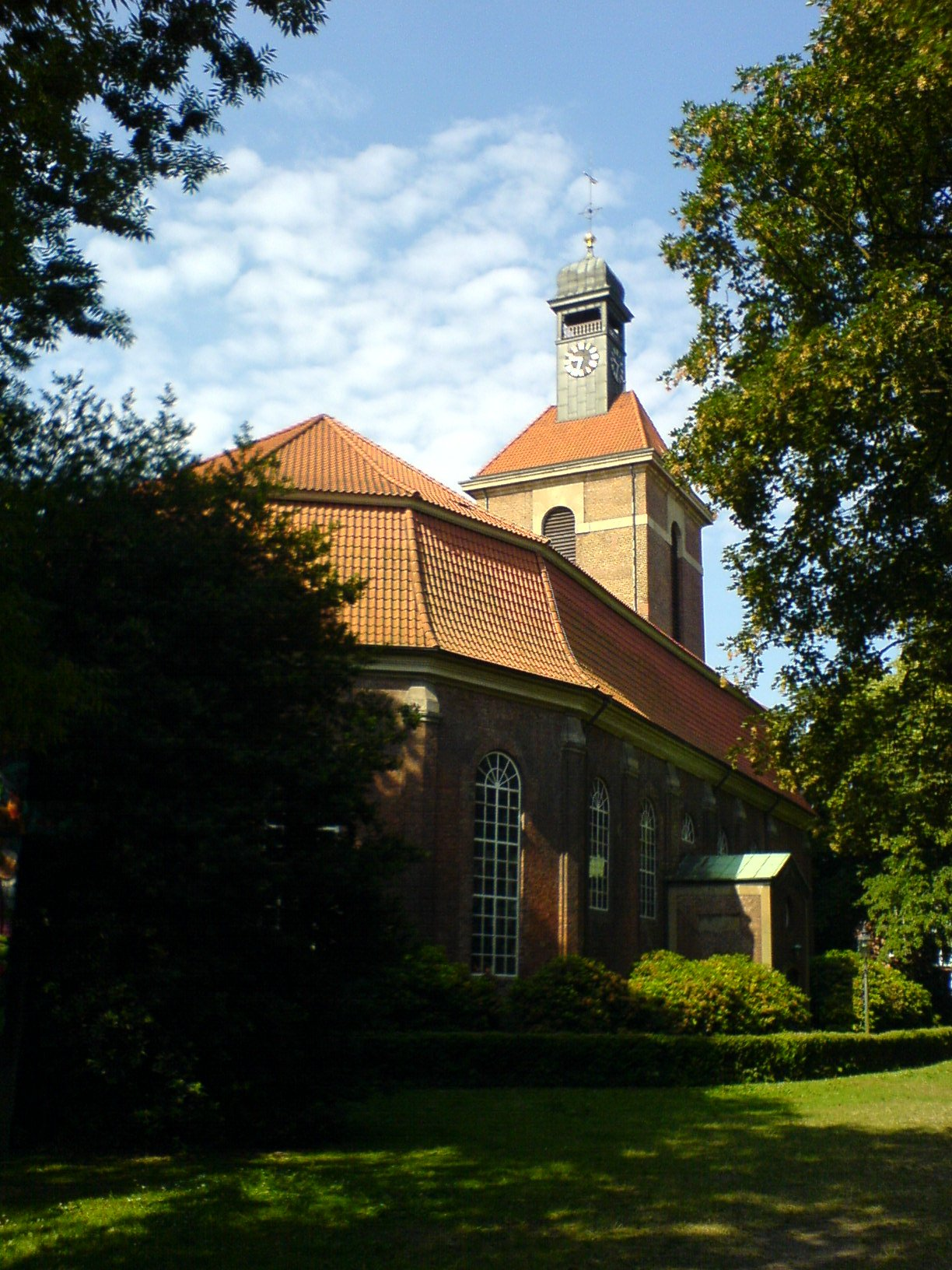
Die Christianskirche, Blick durch den Kirchengarten am Chor vorbei

Die Christianskirche im Hamburger Stadtteil Ottensen ist ein Barockbau aus dem Jahr 1738; die Gemeinde gehört zum Kirchenkreis Hamburg-West/Südholstein der Evangelisch-Lutherischen Kirche in Norddeutschland. Auf dem Kirchhof befindet sich seit 1803 das Grab des Dichters Friedrich Gottlieb Klopstock, weshalb der südlich daran vorbeiführende Straßenzug Palmaille-Elbchaussee auf einer Länge von etwa 270 m im Jahr 1846 den Namen Klopstockstraße erhielt und für die Kirche inzwischen auch die Bezeichnung Klopstockkirche üblich geworden ist.

## Geschichte
Der Bau von 1738 ersetzte einen älteren aus dem Jahr 1548, in dem als erster protestantischer Pastor in Ottensen Rumond Walther amtierte. Als 1640 der Landesherr Graf Otto von Schauenburg ohne Erben verstarb, kam die Grafschaft Holstein-Pinneberg 1647 als Lehen des Heiligen Römischen Reiches zum Herzogtum Holstein und damit unter die Herrschaft der dänischen Krone. Diese verlieh dem zwischen Ottensen und Hamburg liegenden Altona 1664 Stadtrechte und sorgte nach der Einäscherung der Stadt durch schwedische Truppen im Jahr 1713 für Wiederaufbau und Ausbau durch den königlichen Oberpräsidenten Christian Detlev von Reventlow (1671–1738).

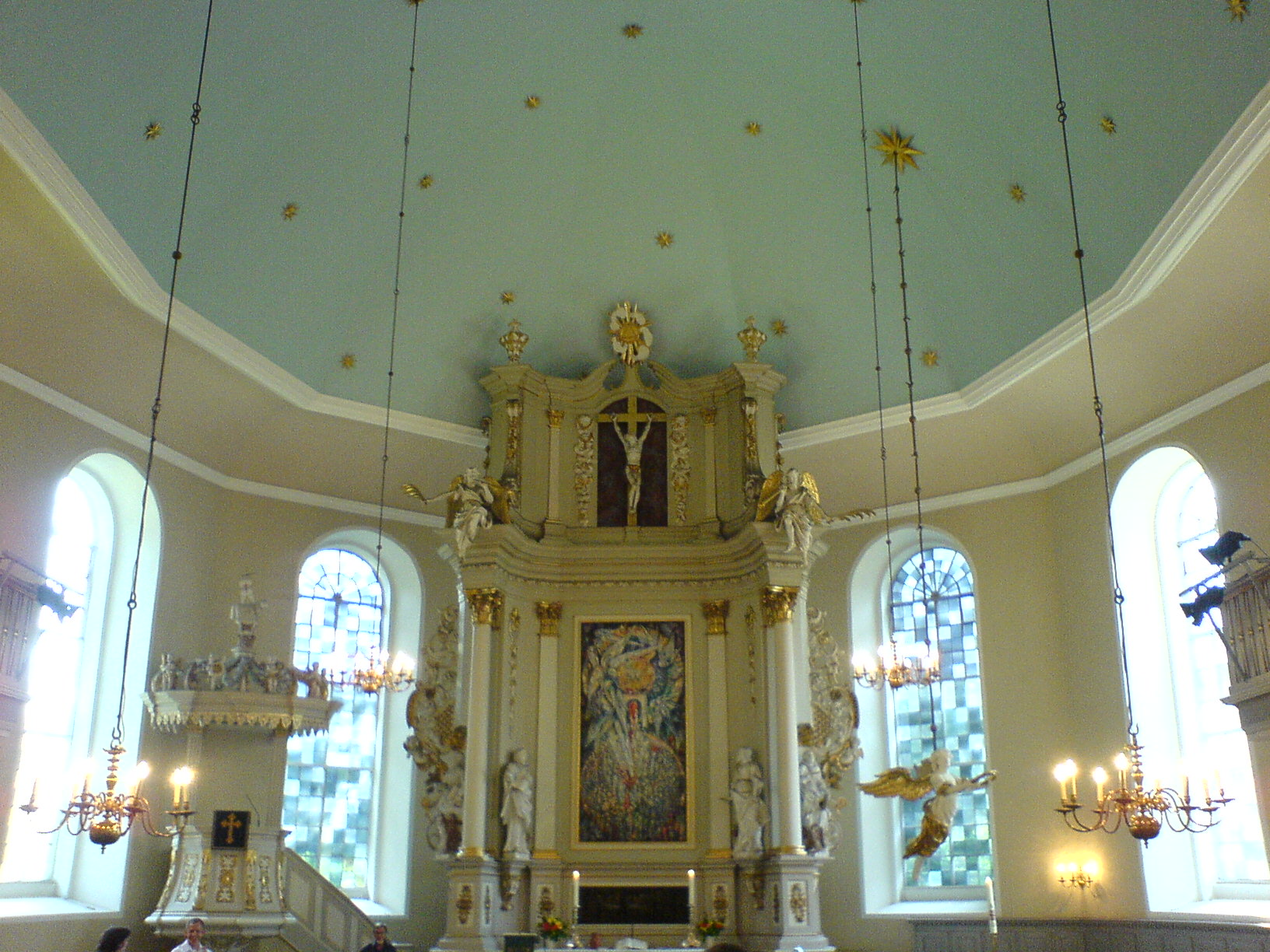
Blick zum Chor mit Kanzel, Hochaltar und Taufengel

Noch bevor in Altona 1742 mit dem Bau der Hauptkirche Sankt Trinitatis begonnen wurde, errichtete man in Ottensen von 1735 bis 1738 nach Plänen von Otto Johann Müller die Christianskirche, benannt nach dem seit 1730 regierenden König Christian VI. (Dänemark und Norwegen).
Die alte Ottenser Dorfkirche wurde abgebrochen bis auf den Kirchturm, den man in den Neubau integrierte. Das neue Gotteshaus aus Backstein mit Mansarddach wurde als Saalkirche konzipiert. Der Innenraum erhielt große Rundbogenfenster, einen mächtigen Kanzelaltar, eine Orgel von Johann Dietrich Busch und eine Empore. Die Kuppe der bis heute erhaltenen Taufe aus gotländischem Kalkstein stammt wahrscheinlich aus dem 13., ihr Sandsteinschaft aus dem späten 16. Jahrhundert und der darüber schwebende Taufengel aus dem Jahr 1739. Die hölzerne Wendeltreppe in der Vorhalle des Turms stammt aus der Erbauungszeit, das dortige Kruzifix vom Ende des 15. Jahrhunderts.

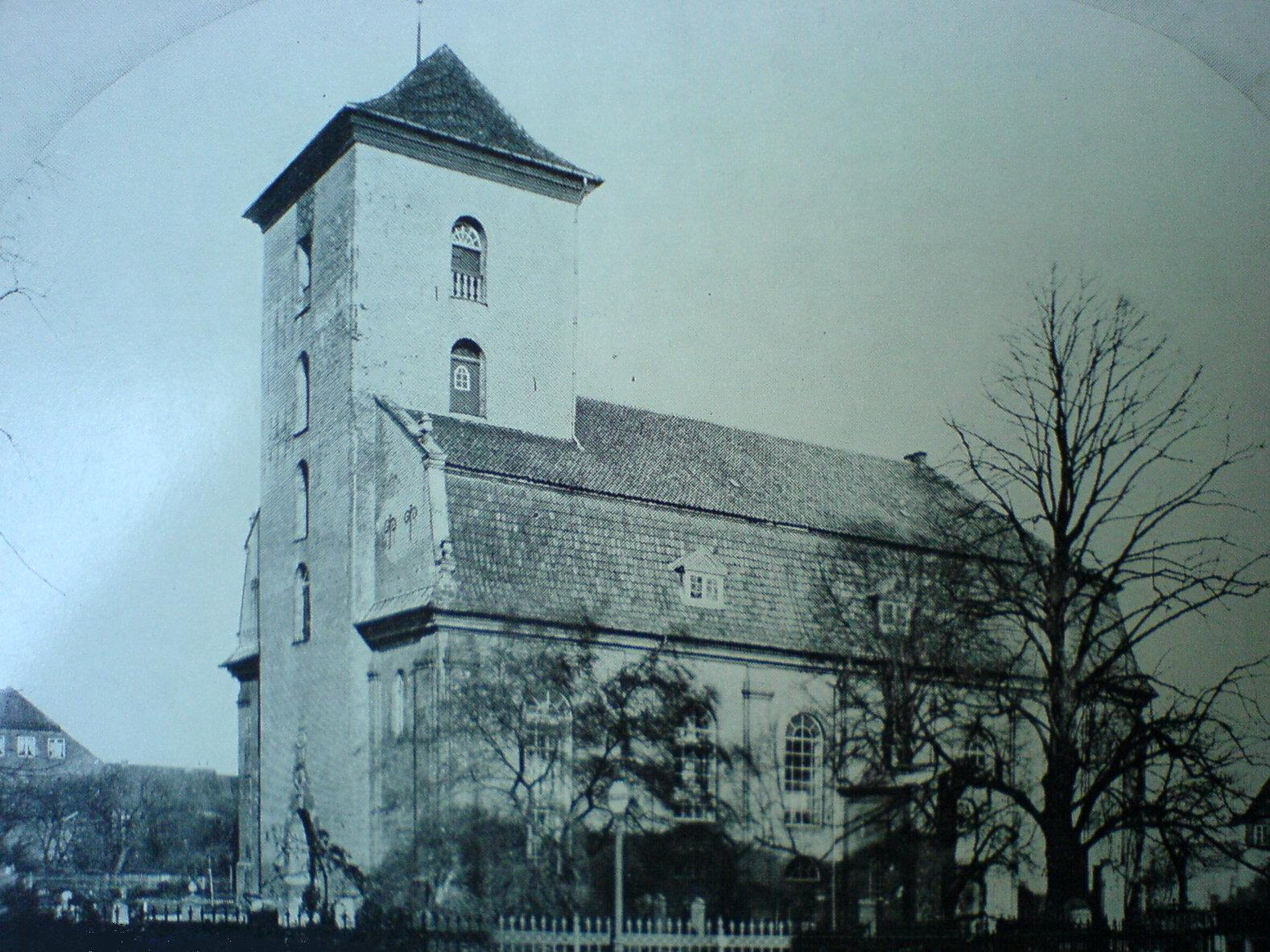
Die Christianskirche, Ende des 19. Jahrhunderts vor den Umbauarbeiten

Von 1897 bis 1898 wurden an der Kirche einige Veränderungen vorgenommen. Der bis dahin mit kleinen Fenstern versehene Turm erinnerte an die Speicherbauten des Hafenviertels und wurde im Volksmund auch als „Korinthenspeicher“ bezeichnet. 10.000 Mark, die der 1872 verstorbene Günther Ludwig Stuhlmann der Gemeinde vermacht hatte, wurden dazu verwandt, die oberen Fenster zu je einer großen Schallluke zu erweitern und die Turmspitze mit einem Dachreiter und den Eingang mit einem neobarocken Portal zu versehen. 1938 erhielt der Turm ein Carillon mit 42 in Apolda gegossenen Glocken.
Im Zweiten Weltkrieg wurde die Kirche schwer beschädigt. Die Restaurierungsarbeiten dauerten von 1946 bis 1952. Die Ausstattung, die man rechtzeitig ausgelagert hatte, war größtenteils erhalten geblieben und konnte wieder installiert werden. Der Altar wurde aus geretteten Teilen rekonstruiert und die zierliche Kanzel gesondert im Chorraum aufgestellt. An ihrer Stelle wurde in den Altar 1968 das Gemälde Loblied des Erlösten von Hans Gottfried von Stockhausen eingefügt, von dem auch die Kirchenfenster im Turm Auferstehung und Engel stammen.

## Orgel
Die Orgel der Christianskirche wurde 1744/1745 von dem Arp-Schnitger-Schüler Johann Dietrich Busch erbaut, der dabei Pfeifenmaterial aus der Vorgängerorgel des Gottfried Fritzsche von 1630 verwendete. Das Instrument ist im Laufe der Jahre mehrfach umgebaut und ergänzt worden, u. a. 1883 durch Marcussen & Søn und 1925–1929 durch Emanuel Kemper aus Lübeck unter künstlerischer Beratung durch Hans Henny Jahnn. 

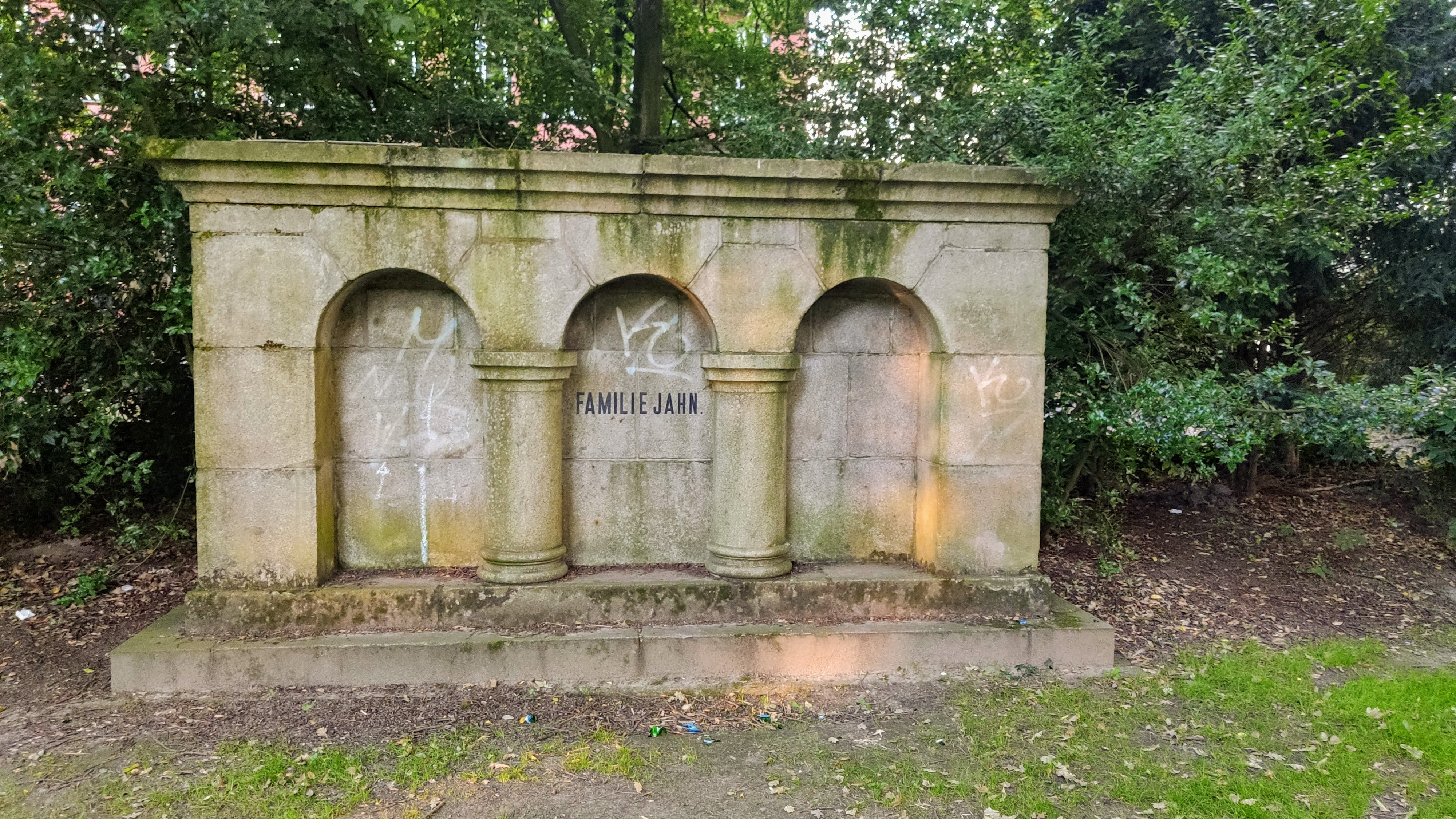
Das von Hans Henny Jahnn 1919/20 für seine Mutter und den Friedhof Stellingen (Molkenbuhrstraße) entworfene Grabmal Familie Jahn wurde 1994 zu seinem Gedenken im Park östlich des aufgelassenen Friedhofs der Christianskirche „wiedererrichtet“. Jahnn selbst, der seinem Familiennamen das zweite »n« hinzugefügt hatte, ist auf dem Nienstedtener Friedhof bestattet.

Nach dem Zweiten Weltkrieg wurde es durch Rudolf von Beckerath Orgelbau wieder aufgebaut und zuletzt 2003 durch Paschen Kiel Orgelbau restauriert.
Nachfolgend die Disposition der 36 Register über drei Manuale und Pedal:

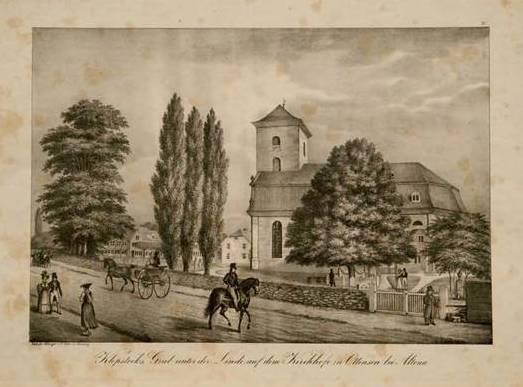
Lithographie von Peter Suhr um 1840

| Hauptwerk C– |            |       |
| 1.           | Gedackt    | 16′   |
| 2.           | Prinzipal  | 8′    |
| 3.           | Rohrflöte  | 8′    |
| 4.           | Octave     | 4′    |
| 5.           | Blockflöte | 4′    |
| 6.           | Quinte     | 2 ⁄3′ |
| 7.           | Octave     | 2′    |
| 8.           | Flachflöte | 2′    |
| 9.           | Mixtur V   |       |
| 10.          | Trompete   | 8′    |

| Oberwerk C– |                 |       |
| 11.         | Salicional      | 8′    |
| 12.         | Schwebung       | 8′    |
| 13.         | Gedackt         | 8′    |
| 14.         | Prinzipal       | 4′    |
| 15.         | Rohrflöte       | 4′    |
| 16.         | Oktave          | 2′    |
| 17.         | Sesquialtera II | 2 ⁄3′ |
| 18.         | Oboe            | 8′    |
| 19.         | Vox humana      | 8′    |
|             | Tremulant       |       |

| Brustwerk C– |            |    |
| 20.          | Quintadena | 8′ |
| 21.          | Gemshorn   | 4′ |
| 22.          | Blockflöte | 2′ |
| 23.          | Sifflöte   | 1′ |
| 24.          | Terzian II |    |
| 25.          | Zimbel III |    |
| 26.          | Dulzian    | 8′ |
|              | Tremulant  |    |

| Pedal C– |           |     |
| 27.      | Subbaß    | 16′ |
| 28.      | Oktave    | 8′  |
| 29.      | Violon    | 8′  |
| 30.      | Gedackt   | 8′  |
| 31.      | Octave    | 4′  |
| 32.      | Nachthorn | 2′  |
| 33.      | Mixtur VI |     |
| 34.      | Posaune   | 16′ |
| 35.      | Trompete  | 8′  |
| 36.      | Trompete  | 4′  |

## Kirchenfriedhof

### Kirchgarten und früherer Friedhof
Die Kirche verfügt über einen Friedhof, der wohl bereits ab 1537 für Bestattungen genutzt wurde. Bis heute finden sich hier Grabmäler aus den vergangenen Jahrhunderten. Ab 1860 wurden nur noch die Familiengräber genutzt, die letzte Beisetzung fand 1929 statt.

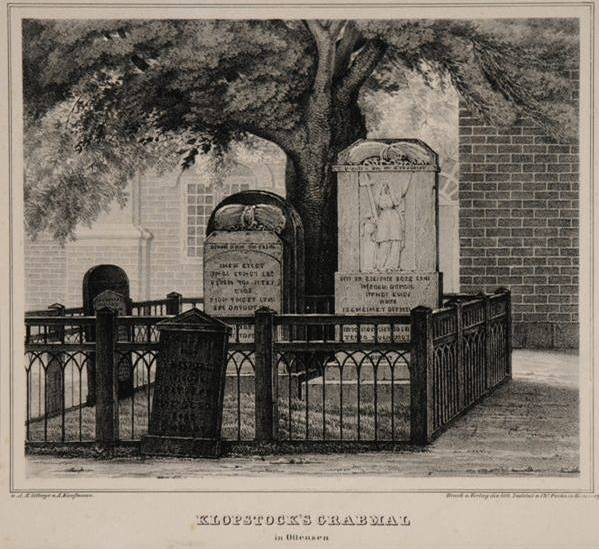
Klopstock’s Grabmal. Lithographie von Asmus Kaufmann um 1840

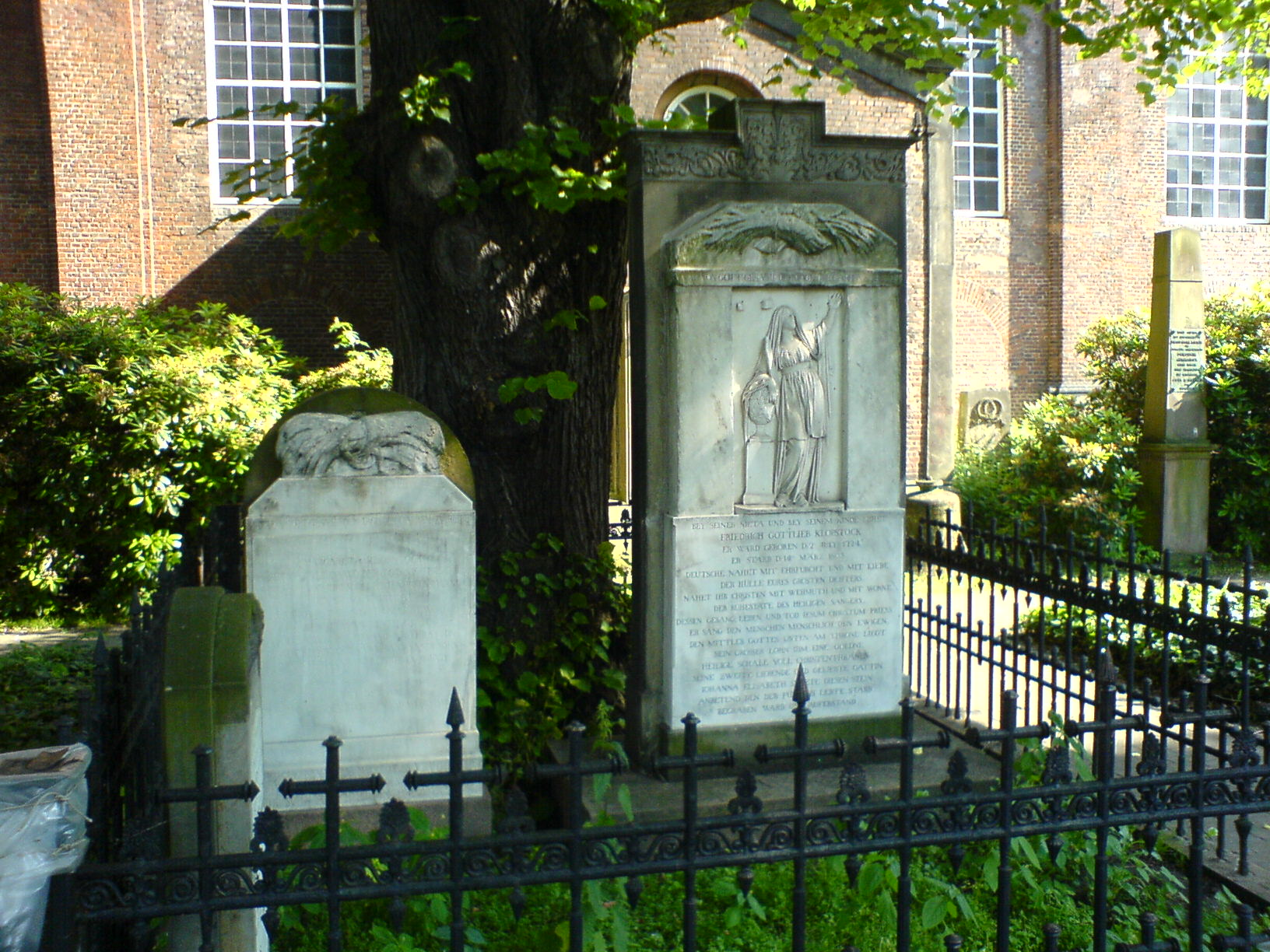
Die Klopstock-Gräber am Südportal der Christianskirche

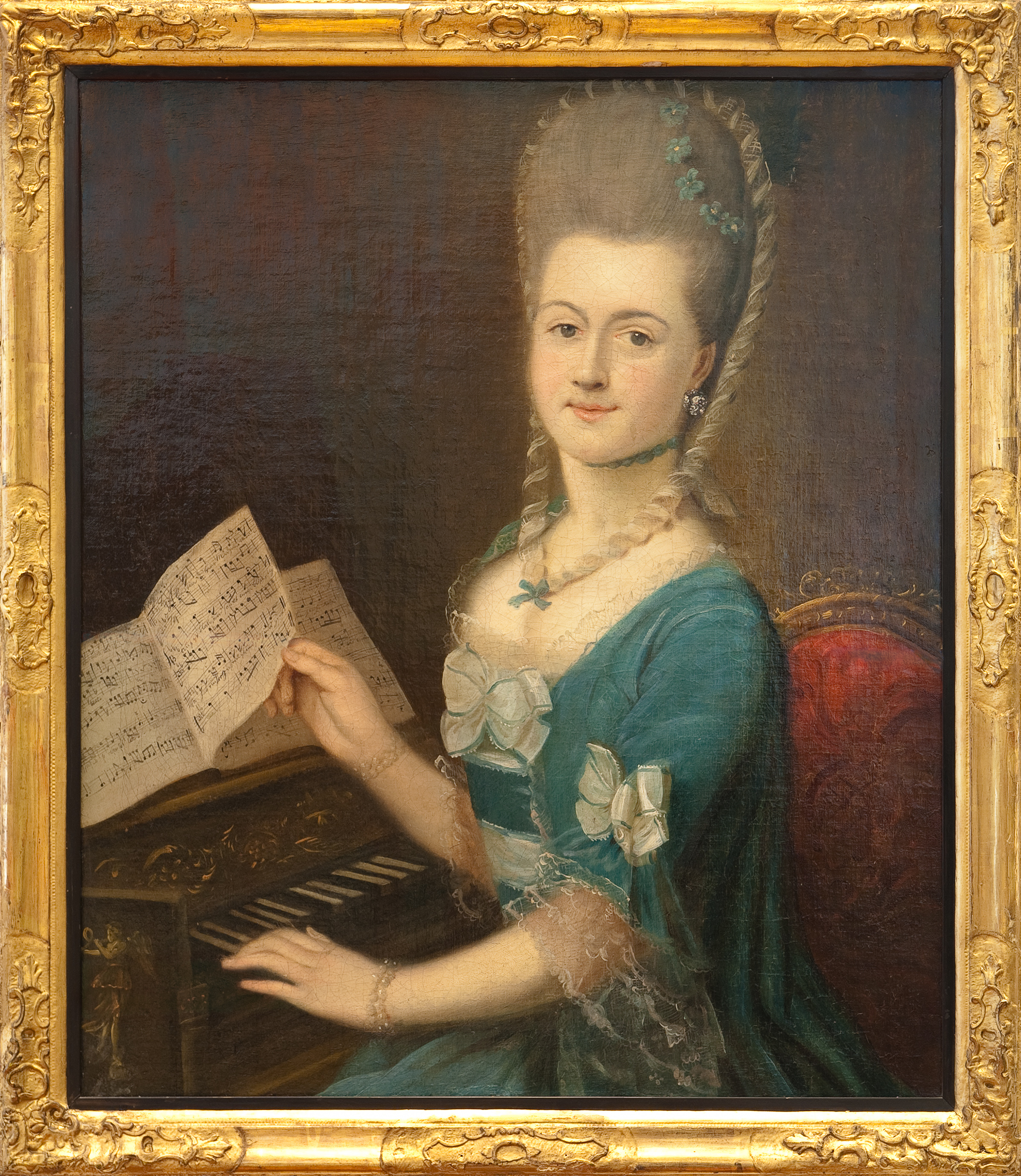
Johanna Elisabeth von Winthem 1775. Sie heiratete Klopstock 1791

Der kleine Friedhof ist die letzte Ruhestätte des Dichters Friedrich Gottlieb Klopstock. Seine Frauen Margareta (Meta) und Johanna Elisabeth (geborene Dimpfel, verwitwete von Winthem) ruhen neben ihm.
Alle drei Grabmale zeigen als Relief zwei über Kreuz liegende Weizengarben und darunter:

„Saat von Gott gesäet, dem Tage der Garben zu reifen“

Vers 845 des 11. Gesangs des von 1756 bis 1768 entstandenen Messias.
Klopstocks Grabmal – mit einer Inschrift von Friedrich Leopold zu Stolberg-Stolberg – ist außerdem mit einem Relief von Philipp Jakob Scheffauer (1804) geschmückt, einer allegorischen Darstellung der trauernden Religion, die an einer Urne lehnt. Die Inschriften lauten:
| MARGARETA KLOPSTOCK Erwartet da, wo der Tod nicht ist, Ihren Freund, ihren Geliebten, ihren Mann, Den sie so sehr liebt, Und von dem sie so sehr geliebt wird. Aber hier aus diesem Grabe Wollen wir mit einander auferstehen, Du, mein Klopstock und ich und unser Sohn Den ich Dir nicht gebähren konnte. Betet den an Der auch gestorben, begraben und auferstanden ist. Sie ward gebohren den 16. März 1728, Verheirathet den 10. Junius 1754 Und starb den 28. November 1758. Ihr Sohn schlummert in ihrem Arme. Klopstock’s zweite Gattin JOHANNA ELISABETH Geb. d. 26. July 1747 Gest. d. 19. Jannuar 1821 Seine geliebte Gefährtin Und Trösterin auf dem Letzten Lebenswege Metas Liebling, an Herz Und Geist ihr ähnlich. Da wo der Tod nicht ist freuet sie sich des Wiedersehens derer, die Sie nun himlisch lieben. | Bey seiner Meta und bey seinem Kinde ruhet FRIEDRICH GOTTLIEB KLOPSTOCK Er ward geboren d: 2. July 1724. Er starb d: 14. März 1803. Deutsche, nahet mit Ehrfurcht und mit Liebe Der Hülle Eures grösten Dichters Nahet, Ihr Christen, mit Wehmuth und mit Wonne Der Ruhestätte des heiligen Sängers, Dessen Gesang, Leben und Tod Jesum Christum prieß Er sang den Menschen menschlich den Ewigen, Den Mittler Gottes. Unten am Throne liegt Sein großer Lohn ihm, eine goldne Heilige Schale voll Christenthränen. Seine zweite liebende und geliebte Gattin Johanna Elisabeth, setzte diesen Stein, Anbetend den, der für uns lebte, starb, Begraben ward und auferstand. [Die Inschrift greift eine Strophe aus Klopstocks 1748 entstandener Ode Der Abschied auf:] Ich sang den Menschen menschlich den Ewigen, Den Mittler Gottes. Unten am Throne liegt Mein großer Lohn mir, eine goldne, Heilige Schale voll Christenthränen. |

Meta war mit dem Kind zunächst am 4. Dezember 1758 im Familiengrab ihrer Eltern auf dem Kirchhof von St. Nikolai beigesetzt worden. In der auf den 10. April 1759 datierten Einleitung zu ihren Hinterlaßnen Schriften schrieb Klopstock dazu unter Mitteilung der beabsichtigten und so auch tatsächlich ausgeführten Grabinschriften:

„Sie ist noch nicht an der Stelle begraben, wo ich einmal bey ihr zu ruhen wünsche. Ich will unser Grab in Ottensen, oder auf einem anderen Dorfkirchhofe weiter an der Elbe hinauf, machen lassen. Ich werde eine schöne Gegend um derer willen aussuchen, die sich im Frühlinge der Auferstehung freuen mögen. Aus eben dieser Absicht, und nicht aus Eitelkeit, ein sehr simples Grabmal auszuschmücken, habe ich Ihre beyden Schwestern, und Ihre liebste Freundinn gebeten, die ersten, zwo Bäume bey das Grab zu setzen, und die letzte, Feldblümchen darauf zu unterhalten. Auf den in die Höhe gerichteten Grabstein sollen zwo unordentlich über einander liegende Weizengarben gemacht werden. […]“

Die Grabstelle in Ottensen wurde am 20. Mai 1759 von einem Beauftragten Klopstocks erworben, der Sarg am 14. Juni dorthin überführt und am folgenden Tage beigesetzt. Klopstock war zu diesem Zeitpunkt wahrscheinlich noch nicht von Halberstadt eingetroffen, von wo er am 10. Juni abgereist war. Er besuchte das Grab aber am 19. Juni, einen Tag vor seiner Weiterreise nach Kopenhagen, wie aus seinem nur in Abschrift überlieferten Eintrag in das Stammbuch einer Freundin hervorgeht:

„Ich bin noch so voll von den Gedanken, den ich gestern hatte, als ich bey meiner Meta Grabe auf dem meinigen stand, daß ich Ihnen meine Grabschrift hieher setzen will.
Es rauschte, und es regte sich, und die Gebeine kamen wieder zusammen. Hesekiel 37 v. 7.
Nun bin ich gekommen, meine Freundinn, meine Geliebte, meine Frau, die ich so sehr liebe, und von der ich so sehr geliebt werde. Ja, aus diesem Grabe wollen wir mit einander auferstehen, du, meine Moller, und ich, und unser Sohn, der sobald aus der Hand des Schöpfers in die Hand des Begnadigers hinüberging.
Halleluja! betet ihn an, alle Himmel, von Ewigkeit zu Ewigkeit“

Metas Schwestern Elisabeth Schmidt (1722–1788) und Catharina Margaretha Dimpfel geb. Moller (5. April 1724 – 18. Dezember 1773) pflanzten am 6. Dezember 1759 zwei Linden, von denen eine sich noch heute über dem Grab erhebt.
Klopstocks Beisetzung an diesem Ort im März 1803 war ein nationales Ereignis, das Friedrich Johann Lorenz Meyer wie folgt beschrieb:

„Die Feier geschah an dem heitern, wenn gleich nicht ganz milden Frühlingsmorgen des 22. März. Auf das Geheis des hamburgischen Senats erschien eine Ehrenwache von hundert Mann zu Fus und zu Pferde; militairische Ehrenbezeugungen wurden der Leiche vor den acht Wachen des Stadtgebietes verordnet, denen der Zug vorüberging. Des Zuströmens vieler Tausende auf den Gassen und Märkten und an dem Thor ungeachtet, waren Policeivorkehrungen unnöthig. Der feierliche Eindruk vertrat ihre Stelle. Er gebot den zahllosen Volkshaufen Ruhe und ehrfurchtvolle Stille. Als ob eine allgemeine Trauer verabredet worden, sah man viele der Zuschauerinnen an den Fenstern, und fast alle in der Kirche des Begräbnisses, in Trauerfarbe gekleidet; mehrere hatten sich in schwarze Schleier verhüllt. Um 10 Uhr begann der Zug, unter dem volltönenden grossen Geläute der sechs Hauptthürme Hamburgs. Ein langes Wagengefolge von fremden Gesandten und hamburgischen Bürgern, Senatoren, Gelehrten, Kaufleuten, Kirchen- und Schullehrern und Künstlern, schloss sich vor der Wohnung des Verstorbenen an den Leichenkondukt. Auf dem vierspännigen offnen von vier Führern geleiteten Trauerwagen stand der ganz einfache Sarg, schwarz bezogen, in seinen Seitenfüllungen mit Sammtstreifen eingefasst, auf weiss metallenen Fussgestellen ruhend. Auf seiner Dekelfläche lag ein von ähnlichem Metall geformtes Buch, an einem Kranz von verflochtenen Palmen- und Eichenzweigen gelehnt. Klopstocks edle Gattin hatte den folgenden Vers, den er selbst einst zur Aufschrift des Sarges seiner Meta aus seinen Liedern wählte, in das Buch einzugraben verordnet:
Nah’ war meines Helfers Rechte,

Sah sie gleich mein Auge nicht.

Weiterhin, im Thal der Nächte

War mein Retter und sein Licht.“

„Auf der Hälfte des Weges zum Grabe, hielt der sich feierlich langsam fortbewegende Zug vor dem Thor auf dem hamburgischen und dänischen Gränzfelde, dem mit Menschen dicht bedekten Hamburger Berge. An dem Thor von Altona und dem hamburgischen Gränzstein ward die Leiche von den ersten Personen der königlichen und der Stadt Regierung, von Gelehrten, Officieren, fremden Generalen und vielen Bürgern der Stadt empfangen, die sich nun dem Zuge anschlossen. Eine dänische Ehrenwache vertrat die zurükgehende hamburgische. Zwischen acht Ehrenanführern mit beflorten Marschallsstäben gingen unmittelbar vor dem Leichenwagen drei Jungfrauen, das Haupt mit Eichenblättern und Rosen bekränzt, in weissen Gewändern und Schleiern. Sie trugen dem Todten Rosen- und Myrthenkränze, Körbe mit knospendem Laube und Blumen des Frühlings, voran zu dem Grabe. Diese Idee voll hoher Rührung, von dem Altonaer Verein der Feierlichkeit verordnet, war höchst glüklich und ganz nach dem Herzen Klopstocks gedacht. […] Mit entblöstem Haupt traten vier Ehrenbegleiter neben den Leichenwagen, den Sarg mit daran befestigten Florgebinden haltend. — So ging der ehrwürdige Zug weiter durch die gerade Hauptstrasse von Altona. Vor der paradirenden Wache tönte eine Trauermusik von gedämpften Hörnern. Auf dem Todtenanger von Ottensen ward der Zug unter der Linde des Barden von einer ähnlichen Musik empfangen. Hier weilte die Bahre mit der nächsten Begleitung. Das Gefolge trat um ein Uhr in die Kirche vor den Altar. Von den hamburgischen Rathsdienern emporgetragen, von den Jungfrauen und Ehrenbegleitern umgeben, schwebte nun der Sarg langsam in die Kirche herein. Vom hohen Chor herab tönte ihm, im sanften und immer höher schwellenden Harmonien, die feierliche Einleitung zu dem von Schwenke komponirten Psalm des heiligen Sängers, dem Vater unser, entgegen:
Um Erden wandeln Monde

Erden um Sonnen

Aller Sonnen Heere wandeln

Um eine große Sonne.

»Vater unser, der Du bist im Himmel!«“

„Mehr als hundert zu diesem Todtenopfer vereinte Tonkünstler und weissgekleidete Sängerinnen von Familien aus Hamburg, stimmten unter Schwenke’s Anführung Strophen dieser Hymne an, als der Sarg vor dem Altar niedergesezt war und die drei Jungfrauen ihre Kränze daran hefteten. Des Dichters Meisterwerk ward ihm vorangetragen, und nun auf den Dekel des Sargs gelegt. Ein Jüngling bedekte das aufgeschlagene Buch mit zusammengeflochtenen Lorbeerzweigen. — Nach dem Psalm sang das Chor Klopstocks Sterbehymne: ‚Wie wird mir dann, o dann mir seyn, wenn ich, mich ganz des Herrn zu freun, in ihm entschlafen werde!‘ — Chöre aus seinem Heilig, von Romberg gesezt, und aus Mozarts Todtenmesse, folgten der Rede am Sarge. Es waren Klopstocks Worte, welche an seiner Bahre gesprochen wurden. […] Aus dem zwölften Gesang des Messias verlas ich mit einigen einleitenden Worten, die Darstellung des Todes Maria, diese erhabene Schilderung eines sterbenden Gerechten, — Seines Todes! […] Dann sang, von einfachen Akorden begleitet, das Chor der jungen Mädchen, — und der Gesang hallte wieder am Grabe:
Auferstehn, ja auferstehn wirst du

Mein Staub nach kurzer Ruh’!

Unsterbliches Leben

Wird, der Dich schuf, Dir geben!

Halleluja!“

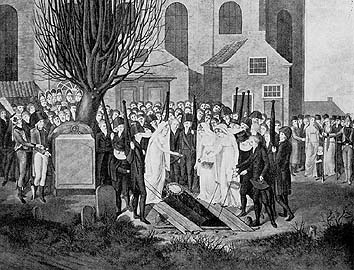
Klopstocks Beisetzung am 22. März 1803

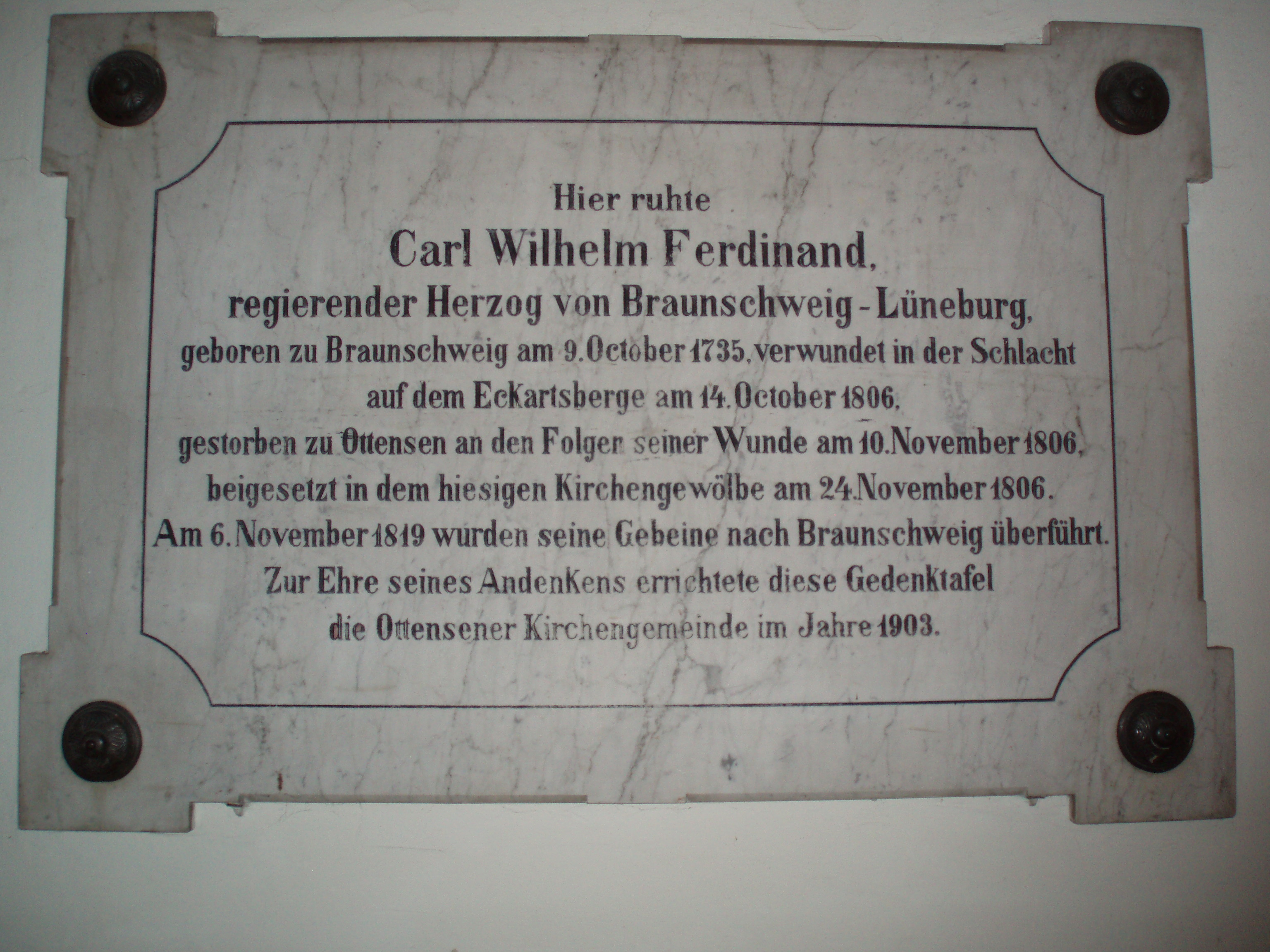
Gedenktafel für Herzog Karl Wilhelm Ferdinand von Braunschweig (1735–1806)

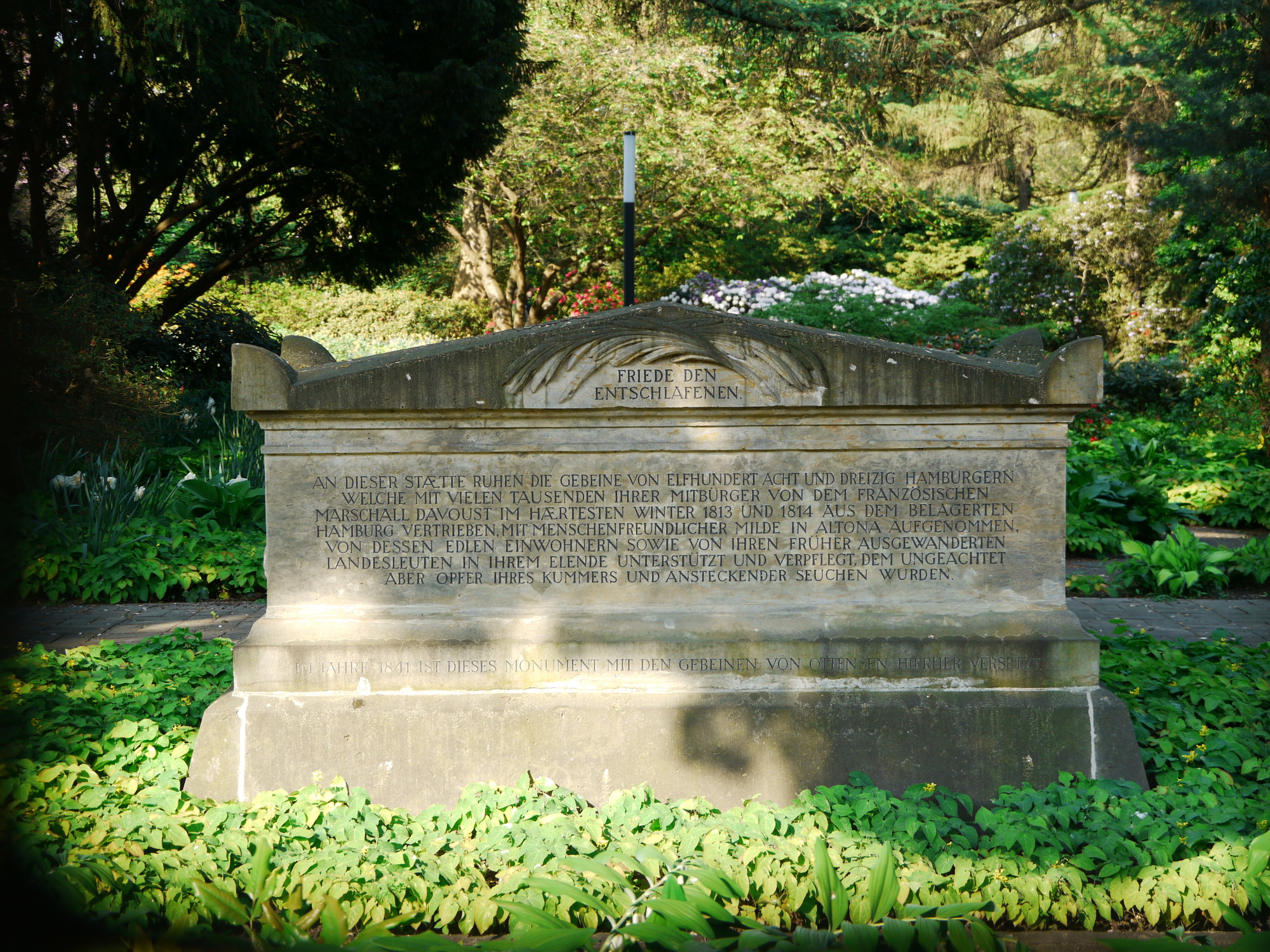
Gedenkstein für 1138 in Ottensen bestattete Vertriebene aus Hamburg

„Während des Auferstehunggesanges ward der Sarg aufgehoben und unter die Linde an die Gruft getragen. Das Gefolge begleitete ihn. — Mit den blühenden Erstlingen des Frühlings und mit Lorbeerzweigen überschüttet, sank er hinab.“

Heinrich Heine schrieb 1833:

„Die Ufergegenden der Elbe sind wunderlieblich. Besonders hinter Altona, bei Rainville. Unfern liegt Klopstock begraben. Ich kenne keine Gegend, wo ein toter Dichter so gut begraben liegen kann wie dort. Als lebendiger Dichter dort zu leben ist schon weit schwerer. Wie oft hab ich dein Grab besucht, Sänger des Messias, der du so rührend wahr die Leiden Jesu besungen! Du hast aber auch lang genug auf der Königstraße hinter dem Jungfernsteg gewohnt, um zu wissen, wie Propheten gekreuzigt werden.“

Von einem Besuch des Grabes hatte Heine seinem Jugendfreund Christian Carl Theodor Ludwig Sethe in einem Brief vom 6. Juli 1816 mit Versen berichtet, die er selbst „nur erbärmlich mit miserable“ zusammengereimt nannte:
Als ich ging nach Ottensen hin

Auf Klopstocks Grab gewesen ich bin.

Viel schmucke und stattliche Menschen dort standen,

Und den Leichenstein mit Blumen umwanden,

Die lächelten sich einander an

Und glaubten Wunders was sie getan. –

Ich aber stand beim heiligen Ort,

Und stand so still und sprach kein Wort,

Meine Seele war da unten tief

Wo der heilige deutsche Sänger schlief: – –

### Friedrich Rückert: „Die Gräber zu Ottensen“
Klopstocks Grab im Schatten der Linden hatte vor Heine schon das dritte von Friedrich Rückerts vaterländischen Zeitgedichten von 1814 Die Gräber zu Ottensen behandelt.
Im zweiten geht es um Herzog Karl Wilhelm Ferdinand (Braunschweig-Wolfenbüttel), den Oberbefehlshaber der preußischen Armee, der sich, nachdem ihm in der Schlacht bei Jena und Auerstedt am 14. Oktober 1806 eine Gewehrkugel beide Augen zerschmettert hatte, auf neutrales dänisches Gebiet flüchtete, in Ottensen im Gasthaus Am Felde 5 Quartier nahm und dort am 10. November 1806 seinen Verletzungen erlag. Er wurde am 24. November 1806 im Gruftgewölbe der Christianskirche beigesetzt, das Herz in einer silbernen Kapsel auf dem Sarg, bis er am 6. November 1819 nach Braunschweig und in die Fürstengruft des Braunschweiger Domes überführt werden konnte.
Das erste der drei Gedichte Rückerts handelt von den 20 000 Hamburgern, die die französischen Besatzer unter Marschall Louis-Nicolas Davout im Winter 1813/14 aus Hamburg vertrieben, und von den „zwölfhundert oder mehr“ von ihnen, die „Frost, Hunger, Elend und Seuchen“ (Typhus) erlagen. Nachdem man die ersten Toten noch auf dem Kirchhof bestattet hatte, stellte der Ottenser Vogt Prahl seine Weide an der heutigen Einmündung der Erdmannstraße in die Große Brunnenstraße für ein Massengrab zur Verfügung. Der Gedenkstein nach einem Entwurf von Carl Ludwig Wimmel, den die Patriotische Gesellschaft von 1765 den 1138 dort Bestatteten 1815 errichtete, wurde 1841 mit den Gebeinen auf den Kirchhof der Hauptkirche St. Nikolai vor dem Dammthor überführt. Er steht dort noch heute im Park Planten un Blomen.

## Pastoren
Bekannte Pastoren der Kirche waren:
- 1854–1855: Wilhelm Heinrich Koopmann
- 1855–1873: Georg Johann Theodor Lau
- 1873–1912: Gregor Clemens Kähler
- 1893–1898: Amandus Weinreich
- 1938–1976: Friedrich Hammer